# Matthias Krupa

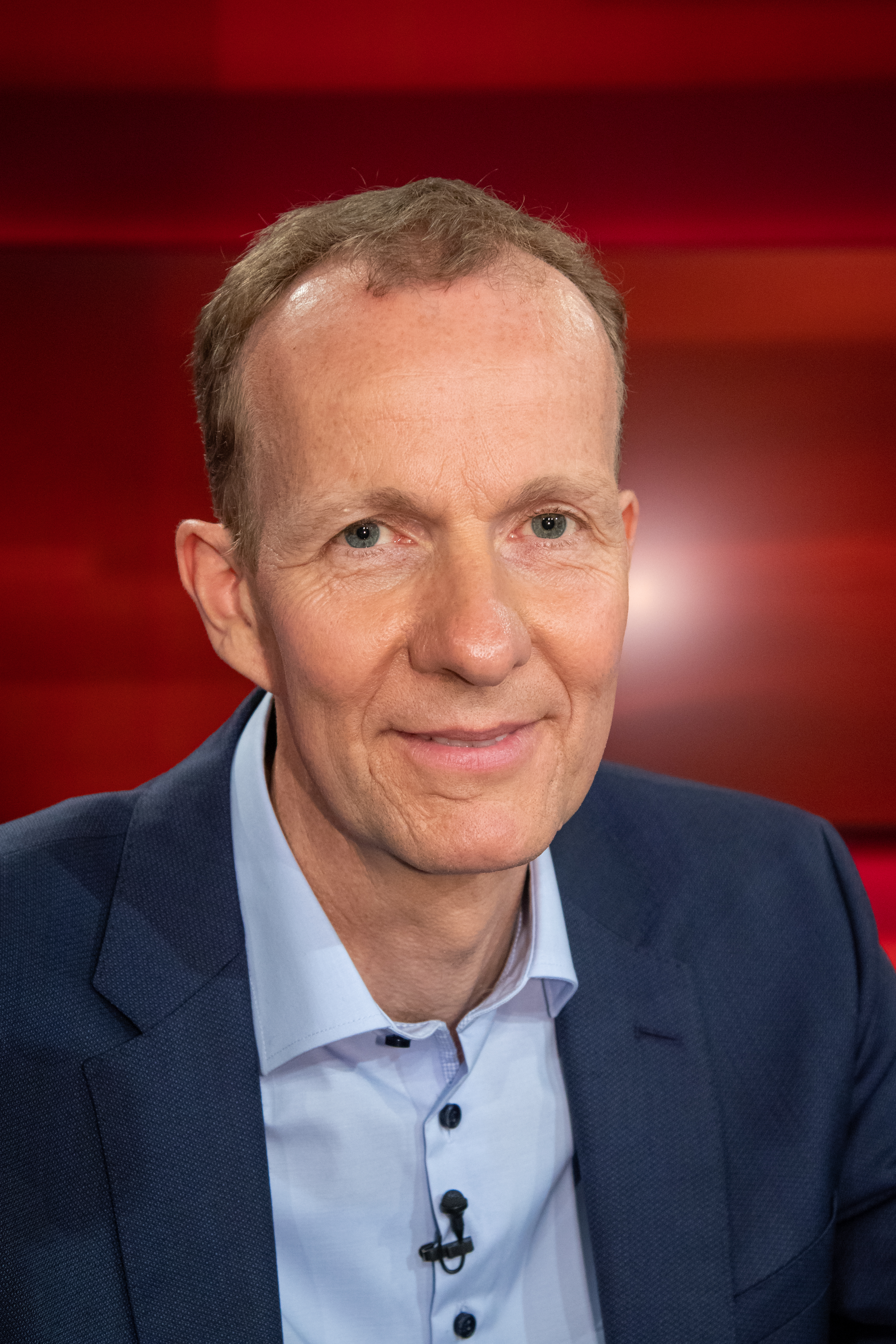
Matthias Krupa (2019)

Matthias Krupa (* 1969 in Bonn) ist ein deutscher Journalist und Redakteur der Wochenzeitung Die Zeit.

## Leben
Krupa studierte Germanistik, Geschichte und Völkerkunde an der Universität zu Köln. Seiner Magisterarbeit handelt über Hubert Fichtes „poetische Anthropologie“. Beim WDR und ARD arbeitet er als Journalist für Tagesschau, Tagesthemen und den Bericht aus Bonn. 1999 wechselte der zur Berliner Zeitung. 2001 hospitierte er bei der Wochenzeitung Die Zeit und schrieb für deren Politikteil und Länderspiegel und wechselte in deren Hamburger Redaktion, wo er 2005 stellvertretender Ressortleiter der Politik wurde und 2011 Europa-Korrespondent mit Standort Brüssel. 2016 kehrte er zurück nach Hamburg als Europa-Redakteur der Wochenzeitung.

## Auszeichnungen
- 2016: Otto-Brenner-Preis zusammen mit Caterina Lobenstein[4]